# BCmot
Ez a cikk a MÁV és a GYSEV benzin- és dízel-mechanikus mellékvonali BCmot, BCymot és BCnymot motorkocsijairól szól.
További BCmot motorkocsikhoz lásd: BCmot (egyértelműsítő lap)
A világhírű budapesti Ganz vállalat által gyártott BCmot (későbbi ABmot), BCymot (későbbi ABymot) és BCnymot (későbbi ABnymot) sorozatok a MÁV és a GYSEV mellékvonali motorkocsisorozatai voltak. A sorozat közel 50 éven keresztül szolgált a magyar vasúttársaságok állományában, meghatározó szerepét bizonyítja, hogy az 1930-as években a teljes hálózat 55%-án ilyen kocsik futottak. Az idővel több átépítést is végeztek rajtuk, a harmadosztályú kocsirész megszüntetésekor nevük is módosult (A BC helyére az AB lépett.) Külön mellékkocsikat is gyártottak ehhez a típushoz. Az 1980-as években vonták ki őket a forgalomból, helyüket a Bzmot motorkocsik vették át. Ma már csak nosztalgiajárműként futnak a síneken működőképes példányaik, de vasútállomásokon kiállítva is láthatjuk még őket. A tetőn elhelyezett hűtőkről kapta a "Frigyláda" becenevet.

## Történet

### Előzmények
A magyar vasúthálózat a 19. század utolsó évtizedeiben rohamos fejlődésnek indult, miután az 1880. évi XXXI. törvénycikk engedélyezte a helyiérdekű vasútvonalak létesítését. Rengeteg szárnyvonalat építettek különböző magán HÉV társaságok, melyek forgalmát a MÁV bonyolította le. Ezek a vonalak jórészt gazdasági célokból, teherszállításra épültek, így a személyforgalom másodlagos volt – de az évek során egyre fontosabb tényezővé vált.
A mellékvonalak személyforgalmát kezdetben vegyesvonatok bonyolították le, amelyek egyaránt tartalmaztak személyszállító- és teherkocsikat. Ezek gazdaságtalannak és lassúnak bizonyultak, ezért idővel felváltották őket az 1903-as évtől megjelenő gőzmotorkocsik. Bár a gőzmotorkocsik jobbnak bizonyultak, hátrányuk volt az utastér kormolódása, valamint a kis sebesség.
Idővel a belsőégésű motorok fejlődése lehetővé tette a vasúti vontatási felhasználásukat, kiszorítva a gőzvontatást olyan területekről, ahol kevésbé volt gazdaságos. A MÁV 1926-ban benzinmotorkocsikat rendelt meg: megbízta az istvánteleki főműhelyét három darab négytengelyes gőzmotorkocsi alvázának megerősítésével és azok benzinüzeművé alakításával. Az így elkészült BCamot 311–313 pályaszámú motorkocsik nem teljesítették a hozzájuk fűzött reményeket, mert a beépített két darab NAG BM70 típusú, darabonként 55 kW (~73 Le) teljesítményű benzinmotor a nagy kocsiszekrény gyors mozgatásához túl gyengének bizonyult. Fő gépészeti hátrányuk volt, hogy a két motor miatt két négyfokozatú mechanikus sebességváltót és két tengelyhajtóművet kellett beépíteni, ami túlzott bonyolultsággal járva megkétszerezte a hibalehetőségeket. A MÁV ezek után egy újabb pályázatot írt ki kéttengelyes motorkocsik beszerzésére.

### Megszületik a BCmot
A MÁV 1926-ban több gyártól is rendelt kísérleti motorkocsikat, így a budapesti Ganz gyártól is. A Ganz egy teljes mértékben saját fejlesztésű motorkocsit készített, amely a MÁV-hoz BCmot 351-es pályaszámmal lett besorozva. Az elvégzett összehasonlító vizsgálatok után a MÁV a Ganz gyár motorkocsiját találta a legalkalmasabbnak. Ennek fő oka az volt, hogy a motorkocsi fő szerkezeti elemeit (motor, mechanikus sebességváltó, járműszerkezet) egy teljesen magyar tulajdonú gyár gyártotta és hogy a MÁV a magyar ipart szerette volna ezzel a beszerzéssel támogatni. A két- és háromtengelyű motorkocsik és a velük szerkezetükben azonos mellékkocsik beszerzése 1927-ben kezdődött el. A kéttengelyű motorkocsikat a BCmot, a háromtengelyűeket a BCymot sorozatba sorozták. Említésre méltó tény azonban, hogy a háromtengelyű motorkocsi eredetileg szintén a BCmot sorozatba lettek besorozva. A BCymot (amelyben az "y" azt jelzi, hogy a kocsi háromtengelyű) sorozatmegjelölést a motorkocsik csak kicsit később kapták meg. A benzinmotorokat 1934-től kezdve az akkor új Ganz–Jendrassik-féle Ganz VI JaR 135/185 típusú dízelmotorokra cserélték. Ez a motor már nem három-, hanem négyfokozatú mechanikus sebességváltón keresztül hajtotta a motorkocsik egyik tengelyét. Mint azt a későbbi tapasztalatok is megmutatták: ezek a motorkocsik sokkal gazdaságosabban üzemeltek, mint a gőzmozdonyokkal vontatott mellékvonali vegyes- és személyvonatok. Mivel a mellékvonalakon döntőrészt vegyesvonatok jártak, ezért az ott megszokott átlagos utazósebesség 17 km/h volt. A motorvonatforgalom miatt megszűntek a vegyesvonatok, és az átlagos utazósebesség a duplájára nőtt. Az 1930-as évek közepén a MÁV-nál ilyen két- és háromtengelyű motorkocsik bonyolították a teljes vasúti hálózat 55%-án a személyforgalmat. Ez azt jelenti, hogy a MÁV teljes mellékvonali hálózatán – 4400 km-en – ilyen motorkocsik szállították az utasokat. A MÁV a mellékvonali motorkocsik beszerzését a  BCnymot 501–508 pályaszámú motorkocsik forgalomba állításával fejezte be. A motorkocsik egyik jellegzetes gépészeti megoldása a tetőn elhelyezett vízhűtőberendezés volt. Mivel a hűtővíz útja egy váltón keresztül állítható volt, így azt akár az utastér csöves fűtőberendezésébe lehetett átirányítani, ahol a víz melege a kocsi utasterének fűtését szolgálta.

### A Kürtössy-féle kapcsolókészülék
A Ganz által gyártott, saját fejlesztésű Kürtössy-féle kapcsolókészülék a motorkocsik automatikus összekapcsolására volt alkalmas. A kapcsolókészülék ugyan újításnak számított, kényelmetlenségei miatt nem tudott elterjedni. Mivel a fékvezeték nem volt a készülékbe kötve, azt továbbra is kézzel kellett összekötni; emiatt a kocsik összekapcsolása szinte ugyanannyi munkát és időt vett igénybe, mint amennyi két csavarkapcsos kapcsolókészülékkel ellátott kocsinál szükséges. A szerkezet másik hátránya a vontatásban jelentkezett: a motorkocsik csak a saját mellékkocsijaikat tudták vontatni, így szokványos vasúti kocsikat nem lehetett besorozni a szerelvényekbe. A később elterjedt, és ma is sok járműnél használt Scharfenberg-féle kapcsolókészülékekben a kocsik, a fékvezetékek és a távvezérlés csatlakoztatása is teljesen automatikusan, emberi segítség nélkül történik. A Kürtössy-féle készülékeket később csavarkapcsosra cserélték. Az utolsó cseréket a MÁV-nál az 1950-es években végezték el.

### A sorozatjelek értelmezése és változása
A motorkocsik besorozásakor a MÁV a BCmot, BCymot és BCnymot, a GYSEV pedig az M sorozatjelet adta az új motorkocsijainak. Később a GYSEV áttért a MÁV által használt és a motorkocsi jellegéről többet mondó BCmot sorozatjelre. A harmadosztály megszűnésekor – 1956-ban, a Nemzetközi Vasúti Szövetség (UIC) határozata miatt – a motorkocsik "BC" jelölése "AB"-re változott. A rövidítések a következőképpen értelmezendők:
- A: Elsőosztályú szakasszal ellátott személykocsi
- B: Másodosztályú szakasszal ellátott személykocsi
- C: Harmadosztályú szakasszal ellátott személykocsi
- n: Nagy befogadóképességű személykocsi
- y: Háromtengelyű személykocsi
- mot: Motorkocsi
- x: Motor-mellékkocsi
- M (csak a GYSEV-nél): Motorkocsi. Ez 1937-ben a MÁV által akkor már használt sémára lett megváltoztatva. Így például az M16 pályaszámú motorkocsi BCmot 16 pályaszámra lett átszámozva.
- Mp (csak a GYSEV-nél): Motor-pótkocsi. Ez a sorozatjelölés a MÁV x sorozatjelölésének felelt meg.

Amennyiben a sorozatjelben nem szerepel a tengelyek számára utaló betűjel, úgy mindig kéttengelyű kocsiról van szó.

## MÁV BCmot sorozatú motorkocsik

### Prototípusok
| A sorozatgyártás megkezdése előtt 1926-ban három kísérleti motorkocsi épült. - BCmot 351 pályaszámú prototípus motorkocsi Ezt a benzin-mechanikus motorkocsit egy Ganz VI AmC 130 típusú 75 Le-s motor hajtotta. Az erőátvitel háromfokozatú és mechanikus, míg a hajtásrendszere kardánhajtású és kúpkerekes volt. A motorkocsi tetején a BCmot motorkocsiknál jellegzetes lemezes hűtőberendezése helyett csöves hűtőberendezés volt felszerelve. A motorkocsihoz egy harmadosztályú mellékkocsi-prototípus is készült. - BCmot 371–372 pályaszámú kísérleti távvezérelhető motorkocsik Ezeket a benzin-mechanikus motorkocsikat szintén 75 Le-s Ganz VI AmC 130-as típusú motorral szerelték fel. A motorkocsikba kísérleti célból távvezérlést is szereltek. Az erőátvitel a prototípushoz hasonló volt: háromfokozatú mechanikus sebességváltó, kardánhajtású kúpkerekes hajtásrendszerrel. A tetőn elhelyezkedő hűtőberendezés nem egyezik a ma ismert BCmot motorkocsik hűtőberendezéseivel, mivel ezen a változaton még csöves hűtőberendezések találhatók. Sorozat ebből a típusból nem lett, az elkészült motorkocsikat a távvezérléses próbák után átépítették, ami után a GYSEV-nél álltak forgalomba M15 és M16 pályaszámmal. A MÁV ezt a két megüresedett pályaszámot később újra felhasználta. | \| Adatok \| BCmot 351 \| BCmot 371–372 \| \| -------------------------------- \| ----------------------------- \| ----------------------------- \| \| Gyártási év \| 1926 \| 1926 \| \| Motor típusa \| Ganz VI AmC 130 \| Ganz VI AmC 130 \| \| Motor teljesítménye \| 75 Le (55 kW) \| 75 Le (55 kW) \| \| Legnagyobb megengedett sebesség \| 55 km/h \| 55 km/h \| \| Hajtókerékátmérő \| 750 mm \| 750 mm \| \| Szolgálati tömeg \| 16,6 t \| n.a. \| \| Legnagyobb tengelyterhelés \| 10,5 t \| n.a. \| \| Kapcsolókészülékek közötti hossz \| 11 490 mm \| 11 490 mm \| \| Erőátvitel \| Mechanikus, háromfokozatú \| Mechanikus, háromfokozatú \| \| Hajtásrendszer \| Kardánhajtású kúpkerekes \| Kardánhajtású kúpkerekes \| \| Ülőhelyek száma \| 2. osztály: 12 3. osztály: 38 \| 2. osztály: 12 3. osztály: 38 \| |                               |
| Adatok | BCmot 351 | BCmot 371–372                 |
| Gyártási év | 1926 | 1926                          |
| Motor típusa | Ganz VI AmC 130 | Ganz VI AmC 130               |
| Motor teljesítménye | 75 Le (55 kW) | 75 Le (55 kW)                 |
| Legnagyobb megengedett sebesség | 55 km/h | 55 km/h                       |
| Hajtókerékátmérő | 750 mm | 750 mm                        |
| Szolgálati tömeg | 16,6 t | n.a.                          |
| Legnagyobb tengelyterhelés | 10,5 t | n.a.                          |
| Kapcsolókészülékek közötti hossz | 11 490 mm | 11 490 mm                     |
| Erőátvitel | Mechanikus, háromfokozatú | Mechanikus, háromfokozatú     |
| Hajtásrendszer | Kardánhajtású kúpkerekes | Kardánhajtású kúpkerekes      |
| Ülőhelyek száma | 2. osztály: 12 3. osztály: 38 | 2. osztály: 12 3. osztály: 38 |

### Sorozatgyártásban: BCmot 352–413 pályaszámú motorkocsik
| Ezek a motorkocsik Ganz VI AmC1 130-as típusú 90 lóerős benzinmotorral készültek. Az erőátvitel még mindig mechanikusan, de már négyfokozatú sebességváltóval keresztül történt. Hajtásrendszer kardánhajtású és kúpkerekes maradt. A gyártás 1927-től 1929-ig folyt Budapesten. A motorkocsikon két nagyobb átépítést végeztek az idők folyamán (lásd táblázat), az utolsó motorcserét nem sokkal kivonásuk előtt, az 1970-es évek elején kapták. - MÁV BCmot 395. a szentesi vasútállomáson. | \| BCmot 352–413 \| Gyári kivitel \| Első átépítés \| Második átépítés \| \| ------------------------------- \| ----------------------------- \| ----------------------------- \| ----------------------------- \| \| Átépítés éve \| – \| 1935–1936 \| 1971–1974 \| \| Motor típusa \| Ganz VI AmC1 130 \| Ganz VI JaR 135/185 \| Rába-MAN D2156 HM6 \| \| Motor teljesítménye \| 90 Le (66 kW) \| 120 Le (88 kW) \| 150 Le (110 kW) \| \| Legnagyobb megengedett sebesség \| 55 km/h \| 60 km/h \| 60 km/h \| \| Hajtókerékátmérő \| 920 mm \| 920 mm \| 920 mm \| \| Szolgálati tömeg \| 17,8 t \| 18,8 t \| n.a. \| \| Legnagyobb tengelyterhelés \| 10,8 t \| 11,2 t \| n.a. \| \| Ütközők közötti hossz \| 12 020 mm \| 12 020 mm \| 12 020 mm \| \| Erőátvitel \| Mechanikus, négyfokozatú \| Mechanikus, négyfokozatú \| Mechanikus, négyfokozatú \| \| Hajtásrendszer \| Kardánhajtású kúpkerekes \| Kardánhajtású kúpkerekes \| Kardánhajtású kúpkerekes \| \| Ülőhelyek száma \| 2. osztály: 15 3. osztály: 31 \| 2. osztály: 15 3. osztály: 31 \| 2. osztály: 15 3. osztály: 31 \| |                               |                               |
| BCmot 352–413 | Gyári kivitel | Első átépítés                 | Második átépítés              |
| Átépítés éve | – | 1935–1936                     | 1971–1974                     |
| Motor típusa | Ganz VI AmC1 130 | Ganz VI JaR 135/185           | Rába-MAN D2156 HM6            |
| Motor teljesítménye | 90 Le (66 kW) | 120 Le (88 kW)                | 150 Le (110 kW)               |
| Legnagyobb megengedett sebesség | 55 km/h | 60 km/h                       | 60 km/h                       |
| Hajtókerékátmérő | 920 mm | 920 mm                        | 920 mm                        |
| Szolgálati tömeg | 17,8 t | 18,8 t                        | n.a.                          |
| Legnagyobb tengelyterhelés | 10,8 t | 11,2 t                        | n.a.                          |
| Ütközők közötti hossz | 12 020 mm | 12 020 mm                     | 12 020 mm                     |
| Erőátvitel | Mechanikus, négyfokozatú | Mechanikus, négyfokozatú      | Mechanikus, négyfokozatú      |
| Hajtásrendszer | Kardánhajtású kúpkerekes | Kardánhajtású kúpkerekes      | Kardánhajtású kúpkerekes      |
| Ülőhelyek száma | 2. osztály: 15 3. osztály: 31 | 2. osztály: 15 3. osztály: 31 | 2. osztály: 15 3. osztály: 31 |

### Kísérleti példányok
| A bevált benzinmotoros hajtás mellett más motorokkal is kísérleteztek a Ganz mérnökei. Egy kocsit fagázmotorossá építettek át, másik kettő kísérleti Ganz VI Jk 150 típusú dízelmotort és három hűtőt kapott. - BCmot 349 pályaszámú fagázmotoros motorkocsi 1941-ben egy darab BCmot motorkocsit kísérleti célokból fagázmotorossá alakítottak át. A motorkocsiba szerelt Ganz VI JaR 135/185 típusú motor 120 lóerős teljesítményt tudott leadni. A motorkocsi átalakítás utáni műszaki jellemzőit lásd a táblázatban. - BCmot 476–477 (később 430–431) pályaszámú motorkocsik A MÁV BCmot 476-os és 477-es motorkocsijaiba kísérleti jelleggel Ganz VI Jk 150 típusú 108 Le-s dízelmotort építettek be. A motorkocsikra a tető két végén elhelyezett hűtők közé, szintén kísérleti célból, egy harmadik hűtőt szereltek fel. A legelterjedtebb hűtési módszer viszont az egy-, ill. kéthűtős változat maradt. | \| Adatok \| BCmot 349 \| BCmot 476–477 \| \| ------------------------------- \| ----------------------------- \| ----------------------------- \| \| Gyártási év \| 1928 \| 1929 \| \| Átépítés éve \| 1941 \| - \| \| Motor típusa \| Ganz VI JaR 135/185 \| Ganz VI Jk 150 \| \| Motor teljesítménye \| 120 Le (88 kW) \| 108 Le (79 kW) \| \| Legnagyobb megengedett sebesség \| 55 km/h \| 55 km/h \| \| Hajtókerékátmérő \| 920 mm \| 920 mm \| \| Szolgálati tömeg \| 18,7 t \| 18,7 t \| \| Legnagyobb tengelyterhelés \| 11,4 t \| 11,4 t \| \| Ütközők közötti hossz \| 12 020 mm \| 12 020 mm \| \| Erőátvitel \| Mechanikus, négyfokozatú \| Mechanikus, négyfokozatú \| \| Hajtásrendszer \| Kardánhajtású kúpkerekes \| Kardánhajtású kúpkerekes \| \| Ülőhelyek száma \| 2. osztály: 15 3. osztály: 31 \| 2. osztály: 15 3. osztály: 31 \| |                               |
| Adatok | BCmot 349 | BCmot 476–477                 |
| Gyártási év | 1928 | 1929                          |
| Átépítés éve | 1941 | -                             |
| Motor típusa | Ganz VI JaR 135/185 | Ganz VI Jk 150                |
| Motor teljesítménye | 120 Le (88 kW) | 108 Le (79 kW)                |
| Legnagyobb megengedett sebesség | 55 km/h | 55 km/h                       |
| Hajtókerékátmérő | 920 mm | 920 mm                        |
| Szolgálati tömeg | 18,7 t | 18,7 t                        |
| Legnagyobb tengelyterhelés | 11,4 t | 11,4 t                        |
| Ütközők közötti hossz | 12 020 mm | 12 020 mm                     |
| Erőátvitel | Mechanikus, négyfokozatú | Mechanikus, négyfokozatú      |
| Hajtásrendszer | Kardánhajtású kúpkerekes | Kardánhajtású kúpkerekes      |
| Ülőhelyek száma | 2. osztály: 15 3. osztály: 31 | 2. osztály: 15 3. osztály: 31 |

## MÁV BCymot sorozatú motorkocsik
| A Ganz az új VI JmR 150 típusú dízelmotor nagyobb súlya miatt a motorkocsikat a megnövekedett tengelyterhelés lecsökkentéséhez egy harmadik tengellyel látta el. A harmadik tengely beszerelésével sikerült a motorkocsi legnagyobb tengelyterhelését az akkori (altípusonként változó) 10–11 tonnáról 9,0 tonnára lecsökkenteni. A közbenső harmadik tengely azonban rossz hatással volt a kocsi futására: ezek a motorkocsik oldalirányba nagyon szitáltak ("ráztak"). - BCymot 418–429 pályaszámú motorkocsik Ezekbe a motorkocsikba gyárilag Ganz VI JmR 150 típusú 110 lóerős dízelmotort építettek be. Velük azonos fő jellemzőkkel és gépi berendezéssel készültek a BCmot 434–441 psz. kéttengelyes dízelmotorkocsik is. - BCymot 450–480 pályaszámú motorkocsik Ezek a motorkocsik Ganz VI JaR 135/185 típusú dízelmotort kaptak. A 460–469 pályaszámú motorkocsik járműszerkezetét a Ganz helyett a Rába Magyar Vagon- és Gépgyár készítette 1934-ben. - MÁV BCymot 420. - MÁV Bcmot 422. a Skanzenvasúton - MÁV BCymot 478. | \| Adatok \| BCmot 418–429 \| BCmot 450–480 \| \| ------------------------------- \| ----------------------------- \| ----------------------------- \| \| Gyártási év \| 1932 \| 1934–1937 \| \| Motor típusa \| Ganz VI JmR 150 \| Ganz VI JaR 135/185 \| \| Motor teljesítménye \| 110 Le (81 kW) \| 120 Le (88 kW) \| \| Legnagyobb megengedett sebesség \| 60 km/h \| 60 km/h \| \| Hajtókerék átmérő \| 920 mm \| 920 mm \| \| Szolgálati tömeg \| 21,0 t \| 21,0 t \| \| Legnagyobb tengelyterhelés \| 9,0 t \| 9,0 t \| \| Ütközők közötti hossz \| 12 020 mm \| 12 020 mm \| \| Erőátvitel \| Mechanikus, négyfokozatú \| Mechanikus, négyfokozatú \| \| Hajtásrendszer \| Kardánhajtású kúpkerekes \| Kardánhajtású kúpkerekes \| \| Ülőhelyek száma \| 2. osztály: 15 3. osztály: 31 \| 2. osztály: 15 3. osztály: 31 \| |                               |
| Adatok | BCmot 418–429 | BCmot 450–480                 |
| Gyártási év | 1932 | 1934–1937                     |
| Motor típusa | Ganz VI JmR 150 | Ganz VI JaR 135/185           |
| Motor teljesítménye | 110 Le (81 kW) | 120 Le (88 kW)                |
| Legnagyobb megengedett sebesség | 60 km/h | 60 km/h                       |
| Hajtókerék átmérő | 920 mm | 920 mm                        |
| Szolgálati tömeg | 21,0 t | 21,0 t                        |
| Legnagyobb tengelyterhelés | 9,0 t | 9,0 t                         |
| Ütközők közötti hossz | 12 020 mm | 12 020 mm                     |
| Erőátvitel | Mechanikus, négyfokozatú | Mechanikus, négyfokozatú      |
| Hajtásrendszer | Kardánhajtású kúpkerekes | Kardánhajtású kúpkerekes      |
| Ülőhelyek száma | 2. osztály: 15 3. osztály: 31 | 2. osztály: 15 3. osztály: 31 |

## MÁV BCnymot sorozatú motorkocsik
| A MÁV a mellékvonali motorkocsik beszerzését a BCnymot 501–508 pályaszámú motorkocsik beszerzésével és azok 1937. évi üzembehelyezésével fejezte be. - BCnymot 501–508 pályaszámú motorkocsik Ezeket a háromtengelyű motorkocsikat Ganz VI JaR 135/185 típusú dízelmotorral, a motorkocsik homlokfalán elhelyezett hűtővel és hosszabb kocsiszekrénnyel szerelték fel. A motorkocsik belső tere és kocsiszekrénye az előző két- és háromtengelyes motorkocsikétól a következőkben különbözött: - A poggyásztér a kocsiszekrény közepén, a motor fölött helyezkedett el, elszigetelvén így az utasokat a dízelmotortól. - A másodosztályú utasteret fülkéssé alakították át, amit egy oldalfolyosón keresztül lehetett megközelíteni. - A kocsiszekrény közepén még egy ajtót helyeztek el. | \| Adatok \| BCnymot 501–508 \| \| ------------------------------- \| ----------------------------- \| \| Gyártási év \| 1937 \| \| Motor típusa \| Ganz VI JaR 135/185 \| \| Motor teljesítménye \| 120 Le (88 kW) \| \| Legnagyobb megengedett sebesség \| 60 km/h \| \| Hajtókerék átmérő \| 920 mm \| \| Szolgálati tömeg \| 23,0 t \| \| Legnagyobb tengelyterhelés \| 10,0 t \| \| Ütközők közötti hossz \| 13 860 mm \| \| Erőátvitel \| Mechanikus, négyfokozatú \| \| Hajtásrendszer \| Kardánhajtású kúpkerekes \| \| Ülőhelyek száma \| 2. osztály: 14 3. osztály: 26 \| |
| Adatok | BCnymot 501–508 |
| Gyártási év | 1937 |
| Motor típusa | Ganz VI JaR 135/185 |
| Motor teljesítménye | 120 Le (88 kW) |
| Legnagyobb megengedett sebesség | 60 km/h |
| Hajtókerék átmérő | 920 mm |
| Szolgálati tömeg | 23,0 t |
| Legnagyobb tengelyterhelés | 10,0 t |
| Ütközők közötti hossz | 13 860 mm |
| Erőátvitel | Mechanikus, négyfokozatú |
| Hajtásrendszer | Kardánhajtású kúpkerekes |
| Ülőhelyek száma | 2. osztály: 14 3. osztály: 26 |

### Kísérletek az ABnymot 503 pályaszámú motorkocsival
A Ganz–MÁVAG 1959-ben kísérletképpen új főgépcsoportot épített az ABnymot 503 pályaszámú motorkocsiba, az akkor fejlesztés alatt álló Hydro-Ganz típusú hidromechanikus hajtóműcsalád próbáihoz. A jármű erőforrása egy 200 LE-s (147 kW) Ganz-MVG 6 JSHF 13,5/17 típusú feltöltött, fekvő hengerelrendezésű, 1650 min−1 fordulatszámú Ganz-Jendrassik rendszerű dízelmotor (a turbófeltöltő típusa: Holset 4-650) lett. A dízelmotorhoz a Ganz–MÁVAG HM 112-10 (illetve korábbi jelölés szerint: HM 123/47) típusú, egy hidraulikus és két mechanikus fokozattal rendelkező padló alatti hajtóművét építették be. A dízelmotor hűtését, egy a dízelmotorról hajtott, szintén padló alatt elhelyezett hűtőventilátor segítette. A kísérleti jármű utasforgalomban is közlekedett, majd a próbák végeztével az eredeti kivitelre alakították vissza.

## GYSEV motorkocsik
| Adatok                          | M11–M12                       | M13–M14                       | M15–M16                       | M11-M16 (modernizált)                                     | M18                           |
| ------------------------------- | ----------------------------- | ----------------------------- | ----------------------------- | --------------------------------------------------------- | ----------------------------- |
| Gyártási év                     | 1926                          | 1927                          | 1926                          | -                                                         | 1935                          |
| Átépítés éve                    | –                             | –                             | –                             | 1935-től                                                  | –                             |
| Motor típusa                    | Ganz VI AmC 130               | Ganz VI AmC 130               | Ganz VI AmC 130               | Ganz VI JaR 135/185                                       | Ganz VI JaR 135/185           |
| Motor teljesítménye             | 75 Le (55 kW)                 | 75 Le (55 kW)                 | 75 Le (55 kW)                 | 120 Le (88 kW)                                            | 120 Le (88 kW)                |
| Legnagyobb megengedett sebesség | 55 km/h                       | 55 km/h                       | 55 km/h                       | 60 km/h                                                   | 70 km/h                       |
| Hajtókerék átmérő               | 750 mm                        | 750 mm                        | 750 mm                        | 750 mm                                                    | 920 mm                        |
| Szolgálati tömeg                | 16,6 t                        | 18,6 t                        | 18,6 t                        | 19,4 t                                                    | 18,6 t                        |
| Legnagyobb tengelyterhelés      | 10,5 t                        | 11,0 t                        | 11,0 t                        | n.a.                                                      | 11,3 t                        |
| Kapcsolók közötti hossz         | 11 490 mm                     | 11 490 mm                     | 11 490 mm                     | -                                                         | -                             |
| Ütközők közötti hossz           | –                             | –                             | –                             | 12 020 mm                                                 | 15 030 mm                     |
| Erőátvitel                      | Mechanikus, háromfokozatú     | Mechanikus, háromfokozatú     | Mechanikus, háromfokozatú     | Mechanikus, négyfokozatú                                  | Mechanikus, négyfokozatú      |
| Hajtásrendszer                  | Kardánhajtású kúpkerekes      | Kardánhajtású kúpkerekes      | Kardánhajtású kúpkerekes      | Kardánhajtású kúpkerekes                                  | Kardánhajtású kúpkerekes      |
| Ülőhelyek száma                 | 2. osztály: 12 3. osztály: 38 | 2. osztály: 12 3. osztály: 29 | 2. osztály: 12 3. osztály: 29 | M11 és M14: 14/34 M12: 12/31 M13: 12/29 M15 és M16: 12/36 | 2. osztály: 16 3. osztály: 39 |

A GYSEV összes motorkocsija típustól függetlenül eleinte mind az M-sorozatba tartozott. 1937-ben bevezették ott is a MÁV-hoz hasonló sorozatjelöléseket. Ebből kifolyólag kialakult a BCmot sorozat is, ami 1956-ban – a harmadosztály megszűnésével – ABmot-ra módosult.
- M11–M12 pályaszámú motorkocsik

A motorkocsik gyárilag egy lapos, a tetőn elhelyezett hűtővel lettek szerelve (lásd: fénykép). Azonban 1939 és 1941 között a motorkocsik hűtőit az ismertebb és jobban bevált lemezes középhűtőre cserélték.
- M13–M14 pályaszámú motorkocsik

Az M11–M12 pályaszámú motorkocsikkal szerzett jó tapasztalatok után a újabb két motorkocsit rendelt a Ganz-tól. Ezek a motorkocsik egy hathengeres benzinmotorral és Kürtössy-féle kapcsolókészülékkel voltak ellátva, de a gyárilag felszerelt hűtőberendezés már a korszerűbb lemezes középhűtő volt. Ezek a motorkocsik egy poggyásztérrel is el voltak látva (lásd: jellegrajz), amitől a harmadosztályú helyek száma 38-ról 29-re csökkent. Az M13 (illetve akkor már ABmot 13) pályaszámú motorkocsi 1958-ban járműcserével a MÁV-hoz került, ahol az ABmot 373 pályaszámot kapta.
- M15–M16 pályaszámú távvezérelhető motorkocsik

Ezek a motorkocsik a MÁV-tól származnak, ahol BCmot 371–372 pályaszámot viseltek. Egy átépítés során ezek a motorkocsik egy poggyásztérrel és a csöves hűtőnél jobban bevált lemezes középhűtővel lettek ellátva.

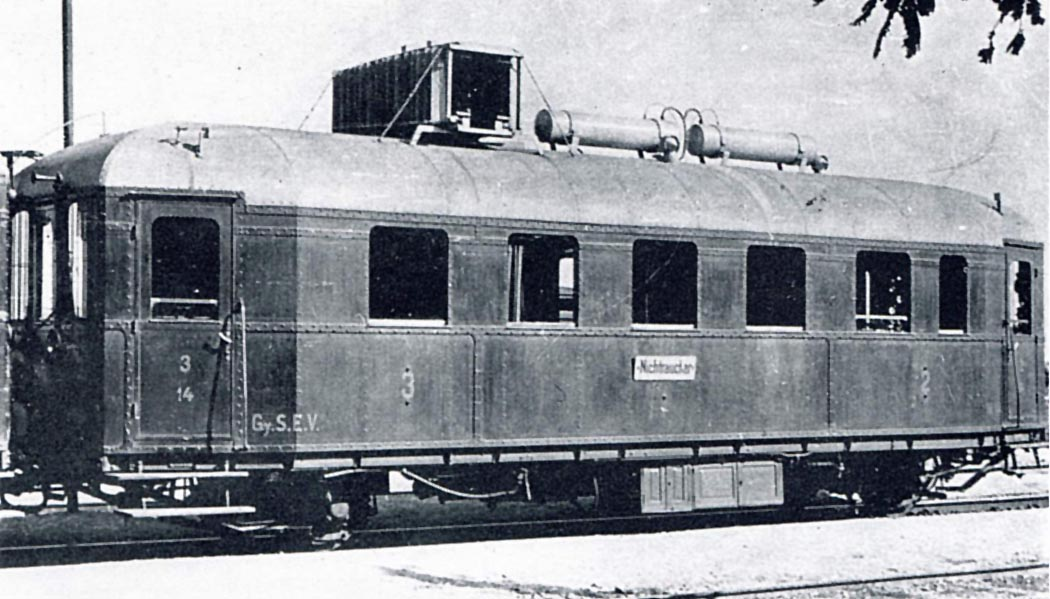
M14 (gyári kivitel)

- A motorkocsik modernizálása

1935-ben elkezdődött a motorkocsik szakaszos modernizálása. Ennek folyamán minden motorkocsiba poggyásztér került, ami a harmadosztályú helyek csökkenését jelentette. Az átépítés során az új Ganz VI JaR 135/185 típusú dízelmotort és négyfokozatú mechanikus váltót szerelték a motorkocsikba. A Kürtössy-féle kapcsolókészülékeket leszerelték. Így a motorkocsik nem csak a saját mellékkocsijaikat, hanem más személykocsit is tudtak továbbítani.

1951-ben a BCmot 14 utasterét a győri Vagongyár korszerűsítette: linóleum padlót, PVC tető- és oldalfalburkolatot, az ülések műbőrbevonatot kaptak és korszerűsítették a WC-fülkét. Módosult a vezetőállás, az ablakosztás és a lemezburkolatot szoknyával egészítették ki. A fényezése világoszöld lett.
Az ABmot 11 pályaszámú motorkocsit 1958-ban a győri Wilhelm Pieck Vagon- és Gépgyár kísérletképpen egy 6 JsH 13,5/17 típusjelű, 1650 min−1 fordulatszámú, 150 lóerős, fekvő elrendezésű dízelmotorral korszerűsítette és világoszöld színűre fényezte. Az utastér falai PVC-burkolatot, az ülések műbőrbevonatot kaptak. 1959-ben az ABmot 16 is ugyanilyen típusú motort kapott, ezt azonban később visszaalakították.
- M18 pályaszámú motorkocsi

1935-ben, a négytengelyes Ma 4 pályaszámú motorkocsival egyidejűleg szerezte be a GYSEV az eredetileg M21, később M18 pályaszámú motorkocsit. A jármű valószínűleg az SNCB megrendelésére készült, könnyített szerkezetű motorkocsijainak egy példányaként készült, mely a gyárban tűzeset során megsérült. A belga vasút részére egy új járművet építettek, míg a sérült kocsit a GYSEV igényeinek megfelelően átalakítva (homlokátjárós, hagyományos ütközős, csavarkapcsos, plusz Kürtössy-kapcsolóval is ellátva) adta át a magánvasútnak a gyár. A jármű már szállításakor is dízelmotoros, négyfokozatú sebességváltóval felszerelt, különleges acélból készült, hegesztett, könnyített szerkezetű, homlokhűtős kivitelű volt. A jármű a Győr–Sopron és a Sopron–Ebenfurt–Bécs vonalon közlekedett. A második világháborúban bombatámadásban súlyosan megsérült, de helyreállították. 1958-ban járműcsere keretében a MÁV-hoz került, ahol az ABmot 357 pályaszámot kapta. Selejtezésére baleset következtében 1968-ban került sor.
- BCmot 17 pályaszámú motorkocsi

Igen rövid szállítási határidővel 1940-ben rendelte és kapta meg a GYSEV az eredetileg 1928-as gyártású és BCmot 411 pályaszámot viselt, de akkor a Ganz gyár tulajdonát képező, készleten lévő, dízelmotorral korszerűsített motorkocsit. A jármű 1945-ben a Sopront ért bombatámadások során javíthatatlanul megsérült, 1949-ben leselejtezték.

## BCx és Cx sorozatú mellékkocsik
| A motorkocsikhoz mind a MÁV, mind a GYSEV rendelt mellékkocsikat is. Ezeknek egy részük egy másod- és egy harmadosztályú szakasszal, a többi pedig csak egy harmadosztályú szakasszal volt ellátva. A kocsik ebből kifolyólag a BCx és a Cx sorozatmegjelölést kapták. A kocsik csak két tengellyel készültek, mivel azok alacsony súlya miatt egy harmadik tengelyre nem volt szükség. A kocsik felépítése szinte teljes egészében megegyezett a motorkocsikéval. Az különbségek a következők voltak: - A mellékkocsin nem volt vezetőállás kialakítva, mivel a motorkocsik távvezérléshez nem voltak kialakítva. - A mellékkocsi fűtését csak igen körülményesen lehetett volna a motorkocsi hűtővízével megoldani. A kocsikba ezért egy kályhát helyeztek el, amelyet menet közben a kalauz fűtött. - A mellékkocsi ülőhelyeinek elhelyezkedése a teljes kocsiban keresztirányú volt. A kocsikat eredetileg szintén Kürtössy-féle kapcsolókészülékkel szerelték fel. Ezeket később szintén csavarkapocsra cserélték. A BCx sorozatmegjelölés később ABx-re, a Cx sorozatmegjelölés pedig Bx-re módosult. (lásd: „A sorozatjelek értelmezése és változása” című szakasz.) Egy motorkocsi kettő, de sík pályán akár négy mellékkocsit is tudott vontatni. A gyakorlatban azonban egy motorkocsi kettőnél több mellékkocsit szinte soha nem vontatott. | \| Adatok \| BCx \| \| ------------------------------- \| ----------------------------- \| \| Legnagyobb megengedett sebesség \| 75 km/h \| \| Hajtókerék átmérő \| 920 mm \| \| Szolgálati tömeg \| 13,0 t \| \| Ütközők közötti hossz \| 12 020 mm \| \| Legnagyobb magasság \| 3 590 mm \| \| Legnagyobb szélesség \| 3 080 mm \| \| Ülőhelyek száma \| 2. osztály: 15 3. osztály: 41 \| |
| Adatok | BCx |
| Legnagyobb megengedett sebesség | 75 km/h |
| Hajtókerék átmérő | 920 mm |
| Szolgálati tömeg | 13,0 t |
| Ütközők közötti hossz | 12 020 mm |
| Legnagyobb magasság | 3 590 mm |
| Legnagyobb szélesség | 3 080 mm |
| Ülőhelyek száma | 2. osztály: 15 3. osztály: 41 |

- A MÁV mellékkocsi beszerzései

| Év   | A kocsi típusa | Pályaszám    | Gyártó             | Megjegyzés                                               |
| ---- | -------------- | ------------ | ------------------ | -------------------------------------------------------- |
| 1926 | BCx            | 44120        | Ganz               | Átszámozva: BCx 44119                                    |
| 1927 | BCx            | 44123–44134  | Ganz               |                                                          |
| 1927 | BCx            | 44135–44144  | Schlick-Nicholson  |                                                          |
| 1927 | BCx            | 44145–44146  | Ganz               |                                                          |
| 1927 | BCx            | 44198, 44199 | Ganz               | Később: (Mp) 115 és 116                                  |
| 1928 | BCx            | 44120        | Ganz               | Kürtössy-féle kapcsolókészülékkel szerelve               |
| 1929 | BCx            | 44010–44016  | Ganz               | V.B.G.h.é.v. részére                                     |
| 1931 | BCx            | 44110        | Ganz               | BCmot 479 pályaszámú Schlick-Nicholson kocsiból átépítve |
| 1932 | BCx            | 44226–44234  | Ganz               |                                                          |
| 1932 | BCx            | 44235–44239  | MWG                |                                                          |
| 1936 | BCx            | 44240–44243  | Ganz               |                                                          |
| 1936 | BCx            | 44244, 44245 | Ganz               |                                                          |
| 1936 | BCx            | 44195–44197  | MWG                |                                                          |
| 1937 | Cx             | 59101–59110  | MWG                |                                                          |
| 1938 | Cx             | 59111–59128  | MWG                |                                                          |
| 1938 | BCx            | 44198–44225  | Ganz               |                                                          |
| 1938 | BCx            | 44147–44194  | Ganz               |                                                          |
| 1938 | BCx            | 44121        | Debreceni főműhely | 07308 pályaszámú kocsiból átépítve                       |
| 1938 | BCx            | 44122        | Debreceni főműhely | 08104 pályaszámú kocsiból átépítve                       |

- A GYSEV mellékkocsi beszerzései

| Év   | A kocsi típusa | Pályaszám | Gyártó | Megjegyzés                        |
| ---- | -------------- | --------- | ------ | --------------------------------- |
| 1926 | BCx            | (Mp) 111  | Ganz   |                                   |
| 1926 | Cx             | (Mp) 112  | Ganz   |                                   |
| 1927 | Cx             | (Mp) 114  | Ganz   | Poggyászfülkével                  |
| 1927 | BCx            | (Mp) 113  | Ganz   | Poggyászfülkével                  |
| 1928 | BCx            | (Mp) 115  | Ganz   | ex MÁV BCx 44198 poggyászfülkével |
| 1928 | Cx             | (Mp) 116  | Ganz   | ex MÁV BCx 44199                  |

## Az utolsó forgalmi évek, átszámozások
Tekintettel arra, hogy a kéttengelyes mellékkocsik 1975 után is üzemeltek, így e járművek új típusjelzést és az UIC előírásainak megfelelő 12 jegyű pályaszámokat kaptak. Az ABx 44 000-es pályaszámcsoportú mellékkocsik új sorozatjele ABzx, középszámcsoportuk 34-28 lett. A Bx 59 000 pályaszámcsoportú járművek a Bzx sorozatjelet és a 24-28 középszámcsoportot kapták. Egy 1976-os rendelkezés értelmében az 1-2. osztályú mellékkocsikat tisztán másodosztályúvá minősítették át, így jelölésük szintén Bzx sorozatjelűre és 24-28 középszámcsoportúra módosult. Így a kéttengelyes mellékkocsik utolsó éveikben az alábbi pályaszámokon futottak:
|    | eredeti pályaszám | végső pályaszám         |
| -- | ----------------- | ----------------------- |
| 1. | BCx 44 000        | Bzx 50 55 24-28 400–498 |
| 2. | Cx 59 000         | Bzx 50 55 24-28 100–128 |

Vésztőn 1980-as évek elején a Bzmot típusú motorkocsik forgalomba állításának nehézségei miatt 4 db ABmot motorkocsiba az új csehszlovák mellékkocsikkal való közlekedtethetőség (mellékkocsik akkumulátorainak töltése, ajtóinak mozgatása, levegőrendszer ellátása) érdekében 48 V-os generátorokat építettek. E motorkocsik 1983-ban az ABzmot sorozatjelet kapták az eredeti pályaszám változatlanul hagyásával.

## A motorkocsik ma
A motorkocsikat az 1978-84 között beszerzett Bzmot sorozatú motorkocsik váltották le, így azok az 1980-as évek végére eltűntek a sínekről. Megjegyzendő, hogy a Murony–Békés-vasútvonalon egészen 1986 augusztusáig közlekedtek - 60 évvel az első példányok üzembeállítása után vonták ki az utolsókat. Két évvel később – 1988-ban – a GYSEV is leselejtezte utolsó motorkocsiját, amely az ABmot 12-es pályaszámot viselte. A GYSEV motorkocsijaiként az 1930-as években még menetrend szerint közlekedtek Sopron–Ebenfurt–Bécs útvonalon, az életük nagy részét és egyben utolsó szakaszát mégis a Fertővidéki Helyiérdekű Vasút magyar és osztrák területeken fekvő vasútvonalán töltötték.
A fennmaradt motorkocsik egy része vasútüzemi járművé lett átalakítva vagy kiállították, egy része pedig helyreállított múzeális járműként járja Magyarország vasútvonalait. A muzeális járművek honállomása a Magyar Vasúttörténeti Park ("Füsti") és – a motorkocsik eredeti honállomása – Szentes lett.
| Eredeti pályaszám | Pályaszám változások                         | Jelenlegi pályaszám | Honállomás       | Megjegyzés                                 |
| ----------------- | -------------------------------------------- | ------------------- | ---------------- | ------------------------------------------ |
| BCmot 353         | ABmot 353                                    | BCmot 353           | Szentes          | Muzeális jármű                             |
| BCmot 354         |                                              | BCmot 354           | Skanzen          | A Skanzenvasút járműve (felújítás alatt)   |
| BCmot 370         |                                              | ABmot 370           | Szentes          | Kiállítva                                  |
| BCmot 371         | GYSEV: M15, BCmot 15, ABmot 15 –> MÁV: A-107 | ABmot 60–10 015     | "Füsti"          | Muzeális jármű                             |
| BCmot 376         | ABmot 376                                    | A–165               | Tapolca          | Vasútüzemi jármű                           |
| BCmot 390         | ABmot 390, ABzmot 390                        | BCmot 390           | "Füsti"          | Muzeális jármű                             |
| BCmot 395         | ABmot 395, ABzmot 395                        | BCmot 395           | Szentes          | Kiállítva                                  |
| BCmot 397         | ABmot 397                                    | BCmot 397           | "Füsti"          | Muzeális jármű                             |
| BCmot 400         |                                              | ABmot 400           | Nagyatád         | Kiállítva (ex. A-167)                      |
| BCmot 441         |                                              | ABmot 441           | Palotabozsok     | Kiállítva (egy BCx mellékkocsival együtt)  |
| BCymot 463        |                                              | ABymot 463          | Istvántelek      | Elhagyatott jármű                          |
| BCymot 468        | ABymot 468                                   | BCmot 468           | Skanzen          | A Skanzenvasút járműve                     |
| BCymot 470        |                                              | ABymot 468          | Kalocsa          | Kiállítva                                  |
| BCymot 473        |                                              | ABymot 473          | Kaposvár         | Kiállítva                                  |
| BCymot 474        | ABymot 474                                   | A–141               | Vésztő           | Vasútüzemi jármű                           |
| BCmot 367         | ABmot 367                                    | A–109               | Skanzen          | A Skanzenvasút járműve (elszállítás alatt) |
| BCmot 393         | ABmot 393                                    | A–132               | Kiskunfélegyháza | Vasútüzemi jármű                           |
| BCmot 362         | ABmot 362                                    | A–143               | Székesfehérvár   | Vasútüzemi jármű                           |
| BCymot 478        | ABymot 478                                   | A–155               | Pécs             | Vasútüzemi jármű (háromtengelyű)           |
| BCymot 455        | ABymot 455                                   | A–156               | Pécs             | Vasútüzemi jármű (háromtengelyű)           |
| BCymot 422        | ABymot 422 –> A–164 (szentesi állomásítás)   | BCmot 422           | Skanzen          | A Skanzenvasút járműve                     |
| BCmot 376         | ABmot 376                                    | A–165               | Kaposvár         | Vasútüzemi jármű                           |
| BCmot 374         | ABmot 374                                    | A–166               | Tapolca          | Vasútüzemi jármű                           |
| BCmot 368         | ABmot 368                                    | A–172               | Zalaegerszeg     | Vasútüzemi jármű                           |
| BCymot 450        | ABymot 450                                   | A–178               | Skanzen          | A Skanzenvasút járműve (felújítás alatt)   |